# خیابان هاف مون (فیلم)
خیابان هاف مون (انگلیسی: Half Moon Street) فیلمی بریتانیایی-آمریکایی در سبک کمدی و درام است که در سال ۱۹۸۶ منتشر شد. از بازیگران آن می‌توان به سیگورنی ویور، مایکل کین، ونسان لندون، جانت مک‌تیر، دونالد پیکرینگ، پی.جی. کاوانا و کارول کلیولند اشاره کرد.